# 地中海博物館

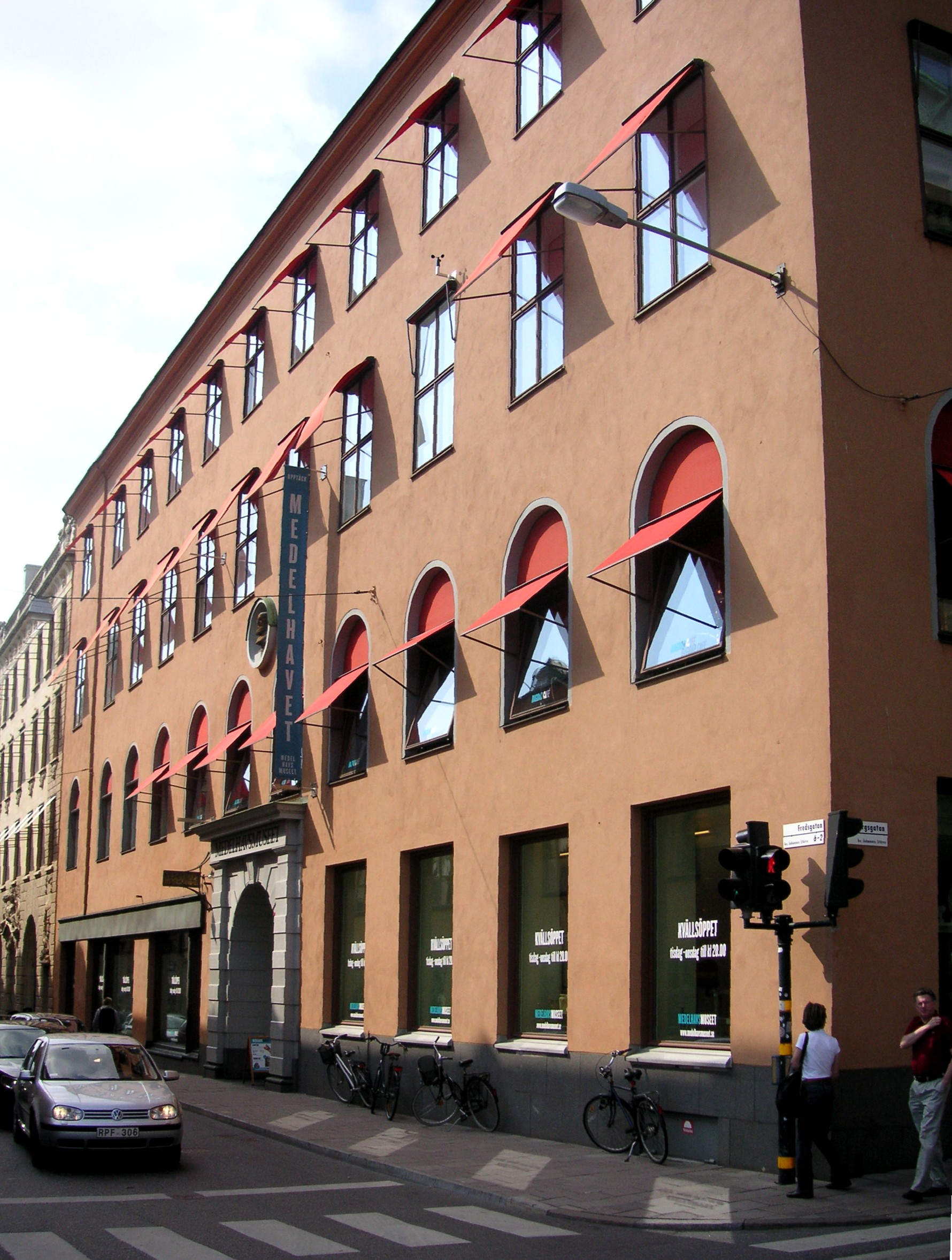

地中海博物館（Medelhavsmuseet）是瑞典首都斯德哥爾摩的一座博物館，主要收藏展示有關地中海地區和近東的展品。自1999年開始，這座博物館是瑞典國立世界文化博物館的四座構成博物館之一。

## 外部連結
- Official website （页面存档备份，存于）
- Winbladh, M.-L., Adventures of an archaeologist. Memoirs of a museum curator, AKAKIA Publications, London 2020